# 李徳任
李 徳任（り とくじん、生年不詳 - 乾定4年（1226年））は、西夏末期の皇族。子は李惟忠。孫は李恒。

## 生涯
第8代皇帝神宗の長男。神宗より皇太子に指名された。しかし神宗が金朝を攻撃しようとしたことに反対し、従軍も軍の指揮も拒否して金朝との修好を求めた。これが父の怒りに触れると、李徳任は皇太子の地位を捨てて出家した。しかし神宗は激怒して李徳任を罪人として捕らえて幽閉し、皇太子には李徳任のすぐ下の弟である李徳旺（後の献宗）を立てた。李徳任は後に朝廷を追放されて霊州に流されたという。
乾定4年（1226年）、モンゴル帝国のチンギス・カンが西夏に侵攻した際、李徳任は兀剌海城の守将として抗戦し、遂にモンゴル軍に屈することなく討ち死にした。
息子の李惟忠はこの時7歳であったが、チンギス・カンの弟のジョチ・カサルに助命されて子孫はモンゴル帝国に仕えた。